# 浜崎好治
濱崎 好治（はまざき こうじ、1961年 - ）は、日本の映像研究者。

## 略歴
日本大学芸術学部映画学科卒業。
1984年からテレビ電話の利用実験、文字多重放送番組、CATV開局の番組企画など、既存のメディアに拠らないソフト開発のプロジェクトに参加。
1988年から2017年まで川崎市市民ミュージアム映像担当学芸員として勤務。
東京学芸大学、青山学院女子短期大学、清泉女子大学他で非常勤講師を務める。
2023年、指定管理者制度の導入後に雇い止めされたとして地位確認などを求めた訴訟で、和解が成立。
かわさき市民オンブズマンにて報告会を実施。

## 企画
- 実相寺昭雄展 ウルトラマンからオペラ「魔笛」まで （2011、川崎市市民ミュージアム）
- 川崎ゆかりの映画人（2016、川崎市市民ミュージアム）[5]